# ダンツプリウス
ダンツプリウス（英:Dantsu Prius、2013年3月1日 - ）は、日本の競走馬。
3歳の2016年、年明けのジュニアカップでオープン競走を勝利すると、アーリントンカップ2着を挟んで臨んだニュージーランドトロフィー（GII）でハナ差先着し、重賞勝利。優先出走権を得て臨んだNHKマイルカップでは4着となるなど、3歳のマイル路線で活躍した。また5歳で障害に転向し、障害馬としてもオープン競走で3着に入った。
父ブライアンズタイムが27歳の時に交配された産駒で最高齢の種牡馬産駒によるJRA重賞制覇を達成した。
馬名の由来は、冠名と、ラテン語で「～に先立って」。

## 経歴

### デビュー前
生産した千代田牧場の飯田正剛社長は、「牧場時代からとにかくタフで、元気の良い馬。」と評価、セレクションセールに期待を込めて上場した馬であると振り返っている。その2014年のセレクションセールで山元哲二により690万円（税別）で落札された。

### 2015年（2歳）
6月21日、阪神競馬場の新馬戦（芝1600m）に松若風馬を鞍上にデビューし4着。以降同じ距離、1600mの未勝利戦に2回出走するが、2着、3着と初勝利には至らなかった。
10月18日、距離を400m延長し、新潟競馬場芝2000mの未勝利戦に出走。単勝オッズ3.5倍の2番人気で発走した。
4回目の出走にして、初勝利を挙げた。
11月1日、福島競馬場のきんもくせい特別（500万下）に出走して2着。11月28日、京都2歳ステークス（GIII）で和田竜二に乗り替わり重賞初出走となったが、9着となった。
12月13日、中京競馬場のこうやまき賞（500万下）には丸山元気とのコンビで出走し、3着に敗退。

### 2016年（3歳）
1月5日、ジュニアカップで始動、単勝オッズ10.4倍の4番人気となった。先行して抜け出し、直線で7番手から追い込んだアーバンキッドをハナ差で封じて勝利。オープン競走初勝利を挙げた。
2月27日、アーリントンカップ（GIII）に、単勝オッズ20.4倍の9番人気という評価で出走した。スタートから中団に位置したが追い上げ、5番手で最後の直線に進入。外に持ち出してゴール寸前で逃げ馬を捉えて先頭に立ったが、さらに外から追い上げたレインボーラインにハナの差差し切られて2着となった。
4月9日、NHKマイルカップの優先出走権が得られるトライアル競走、ニュージーランドトロフィー（GII）に単勝オッズ5.5倍の2番人気の支持を受けて出走。良いスタートから4.5番手の内側に位置、最後の直線で先頭に立って押し切り、直線で最後方から追い込んできたストーミーシーをハナ差かわして勝利、重賞初勝利となった。騎乗した丸山は「ポジションを取ろうと出して行った分、少し掛かりましたが、いいポジションで競馬が出来ました。直線もきれいに前が空いて、あとは追い出すタイミングを間違わないようにしました。」と振り返った。
この勝利は、父ブライアンズタイムが27歳の時に種付けをして生まれた産駒である。種牡馬であったノーザンテーストが26歳の時に種付けられた産駒で、2003年の中山グランドジャンプ（J・GI）を勝ったビッグテーストを抜く最高齢の種牡馬産駒によるJRAの重賞勝利となった。また生産した千代田牧場にとって2009年から続いていた8年連続のJRA重賞制覇となった。
5月8日、優先出走権を獲得したNHKマイルカップ（GI）に、単勝7番人気で出走。中団6番手で進み、最後の直線で追い上げを見せた。しかし逃げて直線でも後続を離したメジャーエンブレム、最後方から大外を回ったロードクエストらに及ばず、4着となった。
秋に入り、10月30日のカシオペアステークス（OP）や11月26日のキャピタルステークス（OP）とどちらも単勝オッズ1桁台の上位人気に推されたが、共に6着と人気を裏切る成績となった。

### 2017年 - 2018年（4歳 - 5歳）
2017年は、1月5日の京都金杯（GIII）で始動したが6着。平地競走の重賞やオープン競走は2年間で7回出走したが、同年7月2日の巴賞で4着になる以外は、凡走が続いた。

#### 障害転向
2017年11月19日の福島民友カップで14着となったのを最後に障害競走に転向。初戦は2018年2月4日、京都競馬場の未勝利戦に小坂忠士とともに出走、0.2秒差の2着に敗れた。
続いて2月25日、阪神競馬場の未勝利戦に出走、単勝オッズ1.8倍の1番人気通り、後続に0.4秒離して勝利、障害転向後初勝利を挙げた。
7月14日、中京競馬場のオープン競走に出走、単勝2番人気で1.0秒離された3着。続いて8月18日、小倉競馬場のオープン競走に単勝オッズ1.9倍の1番人気で出走したが8着に敗れた。
8月24日付で競走馬登録を抹消、引退することとなった。その後は乗馬となった。

## 競走成績
以下の内容は、netkeiba.comの情報に基づく。
| 競走日     | 競馬場 | 競走名           | 格      | 距離（馬場）  | 頭数 | 枠番 | 馬番 | オッズ（人気） | 着順 | タイム（上がり3F） | 着差 | 騎手     | 斤量[kg] | 1着馬（2着馬）       |
| ---------- | ------ | ---------------- | ------- | ------------- | ---- | ---- | ---- | -------------- | ---- | ------------------ | ---- | -------- | -------- | -------------------- |
| 2015.06.21 | 阪神   | 2歳新馬          |         | 芝1600m（良） | 9    | 5    | 5    | 7.2（3人）     | 4着  | 1:38.8（34.6）     | 0.3  | 松若風馬 | 53       | ウインクルサルーテ   |
| 0000.06.27 | 阪神   | 2歳未勝利        |         | 芝1600m（重） | 9    | 8    | 9    | 5.2（3人）     | 2着  | 1:37.9（36.2）     | 0.2  | 和田竜二 | 54       | マイネルサグラ       |
| 0000.07.12 | 中京   | 2歳未勝利        |         | 芝1600m（良） | 15   | 3    | 5    | 12.0（5人）    | 3着  | 1:37.8（35.6）     | 0.3  | 松山弘平 | 54       | デアリングエッジ     |
| 0000.10.18 | 新潟   | 2歳未勝利        |         | 芝2000m（良） | 12   | 2    | 2    | 3.6（2人）     | 1着  | 2:03.6（35.6）     | -0.2 | 松若風馬 | 54       | （マイネルツィール） |
| 0000.11.01 | 福島   | きんもくせい特別 | 500万下 | 芝1800m（良） | 8    | 4    | 4    | 10.1（5人）    | 2着  | 1:49.7（34.7）     | 0.2  | 丸山元気 | 55       | ケルフロイデ         |
| 0000.11.28 | 京都   | 京都2歳S         | GIII    | 芝2000m（良） | 12   | 6    | 7    | 41.7（9人）    | 9着  | 2:02.0（34.6）     | 0.7  | 和田竜二 | 55       | ドレッドノータス     |
| 0000.12.13 | 中京   | こうやまき賞     | 500万下 | 芝1600m（稍） | 12   | 3    | 3    | 4.9（2人）     | 3着  | 1:35.5（36.0）     | 0.0  | 丸山元気 | 55       | マディディ           |
| 2016.01.05 | 中山   | ジュニアC        | OP      | 芝1600m（良） | 10   | 4    | 4    | 10.4（4人）    | 1着  | 1:34.2（34.0）     | 0.0  | 丸山元気 | 56       | （アーバンキッド）   |
| 0000.02.27 | 阪神   | アーリントンC    | GIII    | 芝1600m（良） | 14   | 7    | 12   | 20.4（9人）    | 2着  | 1:34.1（34.6）     | 0.0  | 丸山元気 | 56       | レインボーライン     |
| 0000.04.09 | 中山   | NZT              | GII     | 芝1600m（良） | 16   | 3    | 5    | 5.5（2人）     | 1着  | 1:33.9（34.8）     | 0.0  | 丸山元気 | 56       | （ストーミーシー）   |
| 0000.05.08 | 東京   | NHKマイルC       | GI      | 芝1600m（良） | 18   | 5    | 10   | 21.2（7人）    | 4着  | 1:33.1（34.9）     | 0.3  | 丸山元気 | 57       | メジャーエンブレム   |
| 0000.10.30 | 京都   | カシオペアS      | OP      | 芝1800m（良） | 12   | 2    | 2    | 4.2（2人）     | 6着  | 1:46.5（34.8）     | 0.4  | 浜中俊   | 56       | ヒルノマテーラ       |
| 0000.11.26 | 東京   | キャピタルS      | OP      | 芝1600m（良） | 15   | 2    | 2    | 7.5（4人）     | 6着  | 1:34.5（35.8）     | 1.0  | 丸山元気 | 57       | ブラックムーン       |
| 2017.01.05 | 京都   | 京都金杯         | GIII    | 芝1600m（良） | 18   | 6    | 11   | 42.0（9人）    | 6着  | 1:33.3（35.5）     | 0.5  | 丸山元気 | 55       | エアスピネル         |
| 0000.03.05 | 阪神   | 大阪城S          | OP      | 芝1800m（良） | 16   | 7    | 13   | 13.2（6人）    | 16着 | 1:48.0（34.4）     | 0.9  | 丸山元気 | 56       | アストラエンブレム   |
| 0000.04.01 | 中山   | ダービー卿CT     | GIII    | 芝1600m（稍） | 16   | 8    | 15   | 15.2（7人）    | 6着  | 1:35.1（34.1）     | 0.4  | 丸山元気 | 56       | ロジチャリス         |
| 0000.05.13 | 東京   | 京王杯SC         | GII     | 芝1400m（重） | 13   | 5    | 6    | 53.7（12人）   | 13着 | 1:24.3（35.2）     | 1.1  | 丸山元気 | 56       | レッドファルクス     |
| 0000.07.02 | 函館   | 巴賞             | OP      | 芝1800m（良） | 8    | 2    | 2    | 7.3（3人）     | 4着  | 1:46.8（34.7）     | 0.3  | 丸山元気 | 56       | サトノアレス         |
| 0000.07.16 | 函館   | 函館記念         | GIII    | 芝2000m（重） | 16   | 1    | 2    | 26.2（10人）   | 14着 | 2:02.6（36.6）     | 1.4  | 丸山元気 | 56       | ルミナスウォリアー   |
| 0000.11.19 | 福島   | 福島民友C        | OP      | ダ1700m（良） | 14   | 4    | 6    | 9.5（7人）     | 14着 | 1:48.3（39.8）     | 3.2  | 鮫島良太 | 56       | ディアデルレイ       |
| 2018.02.04 | 京都   | 障害4歳上未勝利  |         | 障2910m（良） | 13   | 6    | 9    | 15.1（5人）    | 2着  | 3:20.7（13.8）     | 0.2  | 小坂忠士 | 60       | タガノアーバニティ   |
| 0000.02.25 | 阪神   | 障害4歳上未勝利  |         | 障2970m（良） | 14   | 5    | 7    | 1.8（1人）     | 1着  | 3:21.8（13.6）     | -0.4 | 小坂忠士 | 60       | （スズカグランデ）   |
| 0000.07.14 | 中京   | 障害3歳上OP      |         | 障3330m（良） | 7    | 7    | 7    | 3.1（2人）     | 3着  | 3:40.0（13.2）     | 1.0  | 小坂忠士 | 60       | メイショウヤエヤマ   |
| 0000.08.18 | 小倉   | 障害3歳上OP      |         | 障2860m（良） | 6    | 6    | 6    | 1.9（1人）     | 8着  | 3:18.9（13.9）     | 7.7  | 小坂忠士 | 60       | スズカチャンプ       |

## 血統表
| ダンツプリウスの血統                            | ダンツプリウスの血統                            | ダンツプリウスの血統                            | （血統表の出典）                                | （血統表の出典） |
| 父系                                            | ロベルト系                                      | ロベルト系                                      | ロベルト系                                      | [ § 2 ]          |
| 父 *ブライアンズタイム Brian's Time 1985 黒鹿毛 | 父の父Roberto 1969 鹿毛                         | Hail to Reason                                  | Turn-to                                         | Turn-to          |
| 父 *ブライアンズタイム Brian's Time 1985 黒鹿毛 | 父の父Roberto 1969 鹿毛                         | Hail to Reason                                  | Nothirdchance                                   |                  |
| 父 *ブライアンズタイム Brian's Time 1985 黒鹿毛 | 父の父Roberto 1969 鹿毛                         | Bramalea                                        | Nashua                                          | Nashua           |
| 父 *ブライアンズタイム Brian's Time 1985 黒鹿毛 | 父の父Roberto 1969 鹿毛                         | Bramalea                                        | Rarelea                                         |                  |
| 父 *ブライアンズタイム Brian's Time 1985 黒鹿毛 | 父の母Kelley's Day 1977 鹿毛                    | Graustark                                       | Ribot                                           | Ribot            |
| 父 *ブライアンズタイム Brian's Time 1985 黒鹿毛 | 父の母Kelley's Day 1977 鹿毛                    | Graustark                                       | Flower Bowl                                     |                  |
| 父 *ブライアンズタイム Brian's Time 1985 黒鹿毛 | 父の母Kelley's Day 1977 鹿毛                    | Golden Trail                                    | Hasty Road                                      | Hasty Road       |
| 父 *ブライアンズタイム Brian's Time 1985 黒鹿毛 | 父の母Kelley's Day 1977 鹿毛                    | Golden Trail                                    | Sunny Vale                                      |                  |
| 母 ストロングレダ 2006 鹿毛                     | 母の父マンハッタンカフェ 1998 青鹿毛            | *サンデーサイレンス                             | Halo                                            | Halo             |
| 母 ストロングレダ 2006 鹿毛                     | 母の父マンハッタンカフェ 1998 青鹿毛            | *サンデーサイレンス                             | Wishing Well                                    |                  |
| 母 ストロングレダ 2006 鹿毛                     | 母の父マンハッタンカフェ 1998 青鹿毛            | *サトルチェンジ                                 | Law Society                                     | Law Society      |
| 母 ストロングレダ 2006 鹿毛                     | 母の父マンハッタンカフェ 1998 青鹿毛            | *サトルチェンジ                                 | Santa Luciana                                   |                  |
| 母 ストロングレダ 2006 鹿毛                     | 母の母*ハートオンウェーブ 2000 鹿毛             | Storm Cat                                       | Storm Bird                                      | Storm Bird       |
| 母 ストロングレダ 2006 鹿毛                     | 母の母*ハートオンウェーブ 2000 鹿毛             | Storm Cat                                       | Terlingua                                       |                  |
| 母 ストロングレダ 2006 鹿毛                     | 母の母*ハートオンウェーブ 2000 鹿毛             | Fairy Heights                                   | Fairy King                                      | Fairy King       |
| 母 ストロングレダ 2006 鹿毛                     | 母の母*ハートオンウェーブ 2000 鹿毛             | Fairy Heights                                   | Commanche Belle                                 |                  |
| 母系(F-No.)                                     | (FN:14-f)                                       | (FN:14-f)                                       | (FN:14-f)                                       | [ § 3 ]          |
| 5代内の近親交配                                 | Hail to Reason 3×5、Northern Dancer 5･5（母内） | Hail to Reason 3×5、Northern Dancer 5･5（母内） | Hail to Reason 3×5、Northern Dancer 5･5（母内） | [ § 4 ]          |
| 出典                                            | 1. 2. 3. 4.                                     | 1. 2. 3. 4.                                     | 1. 2. 3. 4.                                     | 1. 2. 3. 4.      |